# 惠廷厄姆 (新澤西州)
惠廷厄姆（英語：Whittingham）是位於美國新澤西州米德爾塞克斯縣的普查規定居民點。

## 人口
根據2020年美國人口普查的數據，惠廷厄姆的面積為1.78平方千米，皆為陸地。當地共有人口2348人，而人口密度為每平方千米1,319.1人。